# Jørgen Jørgensen (økonom)
 Der er flere personer med dette navn, se Jørgen Jørgensen.
Jørgen Jørgensen (født 21. marts 1943, død 1. maj 2023 i Gentofte) var en dansk økonom, embedsmand og direktør for Lægemiddelindustriforeningen.
Jørgen Jørgensen var uddannet cand.polit. fra Københavns Universitet.
Som nyuddannet blev han ansat i Grønlandsministeriet, hvor han fire år forinden havde været studentermedhjælper. Han var blandt andet sekretariatschef for forskning. I 1985 skiftede han til en stilling som økonom i Medicinimportørforeningen, som han allerede i 1986 blev chef for. I 1997 fusioneredes organisationen med Mefa, organisationen for lægemiddelproducenterne i Danmark, til Lægemiddelindustriforeningen. Jørgen Jørgensen fortsatte som den nye organisations øverste chef.
Han gik på pension i 2005. 